# Kristeligt Dagblad
Kristeligt Dagblad ist eine überregionale, christlich ausgerichtete dänische Tageszeitung mit Sitz in Kopenhagen. "Glaube, Ethik und Existenz" steht auf dem Titelblatt der Zeitung. Sie gilt als Qualitätszeitung mit großem Kulturteil. Die Auflage ist weitaus geringer als die der drei größten überregionalen Zeitungen Dänemarks: Jyllands-Posten, Politiken und Berlingske.
Erstmals erschienen ist das Kristeligt Dagblad am 1. Oktober 1896. Gegründet wurde es als Reaktion auf die Berichterstattung über eine Begräbnispredigt für vier ertrunkene Fischer. Der zuständige Pastor fühlte sich von der Presse missverstanden und falsch zitiert. Die dänische Innere Mission sah daraufhin den Bedarf für eine christliche Zeitung.
Das Blatt gehört rund 3.000 Aktionären, sehr viele davon sind Leser.